# Oleszno (gromada)
Oleszno – dawna gromada, czyli najmniejsza jednostka podziału terytorialnego Polskiej Rzeczypospolitej Ludowej w latach 1954–1972.
Gromady, z gromadzkimi radami narodowymi (GRN) jako organami władzy najniższego stopnia na wsi, funkcjonowały od reformy reorganizującej administrację wiejską przeprowadzonej jesienią 1954 do momentu ich zniesienia z dniem 1 stycznia 1973, tym samym wypierając organizację gminną w latach 1954–1972.
Gromadę Oleszno z siedzibą GRN w Olesznie utworzono – jako jedną z 8759 gromad na obszarze Polski – w powiecie włoszczowskim w woj. kieleckim, na mocy uchwały nr 13l/54 WRN w Kielcach z dnia 29 września 1954. W skład jednostki weszły obszary dotychczasowych gromad Oleszno, Chotów, Kozia Wieś, Świdno (bez wsi Ostra Górka), Wola Świdzińska i Zabrody ze zniesionej gminy Oleszno w tymże powiecie. Dla gromady ustalono 27 członków gromadzkiej rady narodowej.
1 stycznia 1959 do gromady Oleszno przyłączono wieś Ostra Górka z gromady Mieczyn w tymże powiecie.
31 grudnia 1959 do gromady Oleszno przyłączono przysiółek Jamskie ze zniesionej gromady Międzylesie.
Gromada przetrwała do końca 1972 roku, czyli do kolejnej reformy gminnej.